# Ahmad Tokudar
Ahmad Tokudar, persk. احمد تگودار (ur. ok. 1247, zm. 10 sierpnia 1284) – trzeci władca z dynastii Ilchanidów, panujący od 21 czerwca 1282 aż do śmierci.
Był siódmym synem Hulagu (1256–1265). Jego matką była Kutuj-chatun. Egipski kronikarz Ibn Abd az-Zahir podaje, że w chwili śmierci miał 37 lat, musiał się zatem urodzić około roku 1247. Otrzymał mongolskie imię Tegüder („doskonały”) (w języku perskim Tokudar). Imię muzułmańskie przybrał dopiero w momencie konwersji, której data nie jest znana. Według Hetuma z Korykos przed przejściem na islam miał być chrześcijaninem. Po śmierci swojego starszego brata Abaki (1265–1282) w kwietniu 1282 roku Ahmad przybył z Kurdystanu na uroczystości pogrzebowe, by następnie wziąć udział w kurułtaju odbywającym się w dolinie Zarrine Rud. Ponieważ był najstarszym żyjącym synem Hulagu większość emirów preferowała jego kandydaturę względem syna Abaki Arguna (1284–1291). Argun został przekonany do tego, by ustąpić przed swoim wujem i zgodnie z przewidywaniami 6 maja 1282 roku dokonano elekcji Ahmada, który 21 czerwca uroczyście objął władzę w Ala-Tagh na wschód od jeziora Wan, przyjmując tytuł sułtana.
Na samym początku panowania Ahmada Ata Malek Dżowajni, który w chwili śmierci Abaki był w drodze na swój proces w Hamadanie, został oczyszczony z zarzutów i przywrócony na stanowisko namiestnika Bagdadu. Dla odmiany jego oskarżyciel, Madżd al-Molk, został skazany na śmierć i stracony. Także brat Ata Maleka, szef kancelarii (saheb-diwan) Szams ad-Din Dżowajni, został przywrócony do łask przez nowego ilchana. Wydaje się, że to właśnie Szams ad-Din oraz powiernik Ahmada, Szejch Kamal ad-Din Abd-ar-Rahman, byli odpowiedzialni za zwrot w polityce zagranicznej, jakim była próba ustanowienia przyjaznych stosunków z dotychczasowym największym wrogiem Ilchanidów, państwem mameluków. Poselstwo wysłane do sułtana Kalawuna (1279–1290) spotkało się jednak z chłodnym przyjęciem – wyraził on wprawdzie zadowolenie z tego, że tron Hulagu jest zajmowany przez muzułmanina, ale nie okazał gotowości do negocjowania porozumienia, a co więcej kolejne poselstwo uwięził w Damaszku, gdzie jego szef, Szejch Kamal ad-Din, zmarł. Dokładna relacja pomiędzy nowym kursem w polityce zagranicznej a wewnętrzną opozycją jaką napotkał Ahmad jest trudna do ustalenia, jednak sam ilchan przyznawał przed Kalawunem, że większość mongolskich książąt preferowała kontynuowanie wojny z Egiptem.
Panowanie Ahmada zostało zdominowane przez jego pogarszające się relacje z Argunem, który żywił urazę za to, że uroczystość objęcia władzy przez jego wuja odbyła się bez jego udziału i ponadto podejrzewał jego protegowanych, braci Dżowajnich, o otrucie swojego ojca. Wydaje się, że Argun porozumiał się z dziewiątym synem Hulagu, Kongurtajem, i ilchan próbował zneutralizować tego ostatniego w lipcu 1282 roku mianując go namiestnikiem Rumu. Zimę 1282/1283 Argun spędził w Bagdadzie, ponawiając wobec Ata Maleka Dżowajniego stare zarzuty o sprzeniewierzenie funduszy, w tym aresztując i torturując jego podwładnych, co doprowadziło do zawału serca i śmierci namiestnika w dniu 5 marca 1283 roku. Wiosną Argun powrócił do Chorasanu, którego namiestnikiem został jeszcze za czasów swojego ojca, i rozpoczął przygotowania do otwartej rebelii. W Reju Argun dowiedział się o aresztowaniu i torturowaniu z rozkazu ilchana jednego ze swoich protegowanych, porwał zatem pełnomocnika (szehna) Ahmada i wysłał go do swojego wuja posadzonego na tyle osła. W tym samym czasie zaczęto podejrzewać Kongurtaja o spiskowanie z Argunem i 17 stycznia 1284 roku został on aresztowany przez zięcia Ahmada, gruzińskiego dowódcę Alinaka, by następnego dnia być straconym w Karabachu. Ahmad wysłał teraz Alinaka przeciwko Argunowi, by później podążyć za nim z główną armią. Chociaż 4 maja Argun pokonał siły Alinaka pod Agh-Chodża w pobliżu Kazwinu, to jednak wycofał się dalej na wschód.
Ścigany przez oddziały Ahmada Argun starał się dojść z nim do porozumienia, ten jednak zażądał jako zakładnika jego brata Gajchatu (1291–1295). Pomimo tego, że Argun przysłał zakładnika Tokudar nie dotrzymał danego słowa i kontynuował pościg. Argun schronił się w górskiej fortecy Kalat (dzis. Kalat-e Naderi, na północ od Meszhedu), by po przybyciu Alinaka z siłami awangardy 11 lipca 1284 roku poddać się swojemu wujowi. Ahmad pozostawił Arguna w rękach Alinaka, odrzucając jego prośbę o zabicie bratanka, a sam udał się do Kalpusz, by cieszyć się towarzystwem nowo poślubionej małżonki. Argun został jednak uwolniony przez swojego zwolennika w szeregach ilchana, Bukę, który stojąc na czele spisku zabił Alinaka wraz z pozostałymi sprzymierzeńcami Ahmada. Ahmad, kiedy otrzymał wieści o tych wydarzeniach, rozpoczął ucieczkę na zachód w kierunku terytorium Złotej Ordy, został jednak pojmany i 26 lipca dostarczony przed oblicze Arguna. Ten miał skłaniać się ku okazaniu łaski, jednak dowiedziawszy się właśnie wówczas o rebeliach książąt Hüleczu i Dżöszkeba uznał, że w tej sytuacji musi ostatecznie pozbyć się przynajmniej jednego ze swoich rywali. Ahmad został przekazany rodzinie Kongurtaja i stracony w ten sam sposób, co jego wcześniejsza ofiara, poprzez złamanie karku, by uniknąć przelania królewskiej krwi, 10 sierpnia 1284 roku.
Muzułmańska wiara Ahmada nie wpłynęła na jego pozytywny stosunek do chrześcijan, poświadczony przez Bar Hebraeusa. Ahmada oskarżano o złamanie mongolskiego prawa poprzez przejście na islam, jednak ostatecznie „jego upadek był prawdopodobnie skutkiem nie aktywnej lub pasywnej polityki religijnej, ale po prostu, tak samo jak później w przypadku jego bratanków Gajchatu i Bajdu, jego nieskuteczności jako władcy”.